# Фрањо Петрак
Фрањо Петрак (познат и као Иван Петрак; Загреб, 19. новембар 1911 — Порто, 1978) био је  југословенски фудбалер.

## Каријера
Каријеру је започео 1929. године у НК Хајдук, где је играо до 1931. године, а од 1932. до 1935. године играо је за загребачки ХАШК. У иностранству први пут је заиграо 1935. године за швајцарски Јанг фелоуз, где је остао до 1936. године, а затим играо и у клубовима Сет 34 (1936—1937), АС Канес (1937—1938), а након тога у клубу Екцелсиор АС Рубе од 1938. до 1939. године. У периоду од 1939. до 1941. године играо је за Порто, са којим је освојио титулу првака Португала, а каријеру завршио у Есторил Праја, 1945. године.
За фудбалску репрезентацију Југославије одиграо је шест утакмица, а постигао један погодак. Прву утакмицу за репрезентацију одиграо је 3. јуна 1934. године против селекције Бразила у Београду, а последњу 1. јануара 1935. године против репрезентације Румуније у Атини.
Играо је на позицији везног играча, важио за доброг градитеља игре и шутера.

### Наступи за репрезентацију Југославије
| #  | Датум              | Место   | Противник    | Резултат | Гол | Такмичење            |
| -- | ------------------ | ------- | ------------ | -------- | --- | -------------------- |
| 1. | 3. јун 1934.       | Београд | Бразил       | 8:4      | 1   | Пријатељска утакмица |
| 2. | 26. август 1934.   | Београд | Пољска       | 4:1      | 0   | Пријатељска утакмица |
| 3. | 2. септембар 1934. | Праг    | Чехословачка | 3:1      | 0   | Пријатељска утакмица |
| 4. | 23. децембар 1934. | Атина   | Грчка        | 2:1      | 0   | Балкански куп        |
| 5. | 25. децембар 1934  | Атина   | Бугарска     | 4:3      | 0   | Балкански куп        |
| 6. | 1. јануар 1935.    | Атина   | Румунија     | 4:0      | 0   | Балкански куп        |